# رضي الدين الصغاني
الحسن الصغاني الملقب بالرَّضِيّ الصَّاغاني (577 - 650هـ = 1181 - 1252م)، فقيه محدث، لغوي حنفي. ولد في لاهور ونشأ بغزنة من بلاد السند ودخل بغداد، وبعثه الخليفة المستنصر بالله رسولا إلى الهند مرتين، كما زار كلا من مكة واليمن. توفي ودفن في بغداد، ثم نقل رفاته إلى مكة ودفن بها، لأنه كان قد أوصى بذلك.

## نسبه وحياته
هو الحسن بن محمد بن الحسن بن حيدر بن علي بن إسماعيل اللاهوري العدوي العمري الصاغاني رضيّ الدين القرشي الغزني من ذرية عمر بن الخطاب، يكنى أبا الفضائل، ويلقب بالرضي الصغاني ولد بلاهور في شهر صفر سنة 577 هـ، ونشأ بغزنة، ثم انتقل إلى بغداد، ومنها أرسله الخليفة إلى ملك الهند سنة 617 هـ، فبقي مدة، ثم عاد سنة 624 هـ، لكن أعيد إرساله في نفس السنة إلى الهند، فبقي هناك إلى سنة 637 هـ. كما أنه تلقى العلم بمكة واليمن وبغداد.

## شيوخه
من شيوخه أبو الفتوح نصر ابن الحصري بمكة والقاضي خلف بن محمد الحسناباذي، والنظام محمد بن حسن المرغيناني باليمن وسعيد بن محمد ابن الرزاز ببغداد

## تلاميذه
القاضى سليمان بن حمزة، وصالح بن عبد الله الكوفى ابن الصباع. وسمع منه الحافظ شرف الدين الدمياطي عز الدين أبو الفضل ابن الوزير ابن العلقمي

## مصنفاته
له تصانيف كثيرة منها: التكملة، جعله تكملة لصحاح الجوهري، وكتاب «مجمع البحرين» في اللغة، اثنا عشر مجلدا؛ وكتاب «العباب الزاخر» في اللغة عشرون مجلدا ولم يتمه؛ وكتاب «الشوارد في اللغات» مجلد، وكتاب «توشيح الدريدية»، وكتاب «التراكيب»، وكتاب «فعال»، وكتاب «فعلان»، وكتاب «الانفعال»، وكتاب «يفعول»، وكتاب «الأضداد»، وكتاب «العروض»، وكتاب «أسماء العادة»، وكتاب «أسماء الأسد»، وكتاب «أسماء الذئب»، وكتاب «تعزيز بيتي الحريري»، و«كتابا» في علم الحديث، وله من المصنفات أيضا، كتاب «مشارق الأنوار» في الجمع بين الصحيحين، وكتاب «مصباح الدجى»، وكتاب «الشمس المنيرة»، وكتاب «شرح البخاري» في مجلد، وكتاب «در السحابة في وفيات الصحابة»، وكتاب «الضعفاء»، وكتاب «الفرائض»، وكتاب «تذييل العزيزي»، وكتاب «شرح أبيات المفصل»، وغير ذلك.

## أقوال العلماء فيه
قال الإمام الذهبي: وكان إليه المنتهى في معرفة اللسان العربي وقال كذلك: وله بصر بالفقه والحديث مع الدين والأمانة وقال الحافظ الدمياطي: كان شيخا صالحا، صدوقا، صموتا عن فضول الكلام، إمامًا في اللغة، والفقه، والحديث.

## وفاته
توفي ليلة الجمعة تاسع عشر شعبان سنة 650 هـ الموافق التاسع من أغسطس سنة 1252، ودفن بداره في منطقة الحريم الظاهري ببغداد، ثم نقل إلى مكة فدفن بها، وكان قد أوصى بذلك، وأعد خمسين دينارا لمن يحمله إلى مكة.